# 15-cm-Schnelladekanone C/25
Die 15-cm-Schnelladekanone C/25 (15-cm-SK C/25) war ein Schiffsgeschütz der deutschen Reichsmarine und Kriegsmarine, welches im Zweiten Weltkrieg zum Einsatz kam. Es wurde auf den Leichten Kreuzern der Königsberg-  und Leipzig-Klasse verbaut. Zudem waren sie als ursprüngliche Hauptartillerie für die Schiffe Seydlitz und Lützow vorgesehen.

## Beschreibung
Rohrart: 2 Lagen mit Fallblockverschluss

## Technische Daten

### Lafette
- Bezeichnung:             15 cm Drh.L. C/25
- Gewicht:                 136,91 t (147,15 t bei Leipzig-Klasse)
- Kaliber:                 15 cm
- Rohrzahl:                3
- Anzahl der Richtachsen:  2
- größte Flughöhe:         9400 m
- Lebensdauer:             650 Schuss

Die Lafetten der beiden späteren Schiffe Leipzig und Nürnberg waren besser geschützt.

### Munition

#### Geschosse
- Panzersprenggranate mit Bodenzünder und ballistischer Haube – Psgr L/3,7 m Bdz (m. Haube) zu 45,5 kg
- Sprenggranate mit Bodenzünder und ballistischer Haube – Spgr L/4,5 m Bdz (m. Haube) zu 45,5 kg
- Sprenggranate mit Kopfzünder und ballistischer Haube – Spgr L/4,4 Kz (m. Haube) zu 45,5 kg[3]

#### Treibladung
- Gewicht der Hauptkartusche 33,4 kg